# Підземний Луцьк
«Підземний Луцьк» чи «Луцькі підземелля» — збірна назва підземних споруд в історичній частині Луцька. Зазвичай під ними маються на увазі підвали під кафедральним костелом і єзуїтським колегіумом, але менш відомі підземелля містяться і під іншими історичними будівлями.
Велика група підземель у Луцьку — це підземна частина давніх католицьких монастирських комплексів та православних церков, що використовувалася як підземні крипти та усипальниці, де ховали померле духовенство, представників влади та жертводавців (шляхту, багатих міщан тощо). За всю історію в Луцьку було більше 40 різних церков та монастирів (до початку 1990-х). Які розташовувалися якщо не на території нинішнього історико-культурного заповідника, то недалеко від нього.

## Розташування

### Підземелля під кафедральним костелом

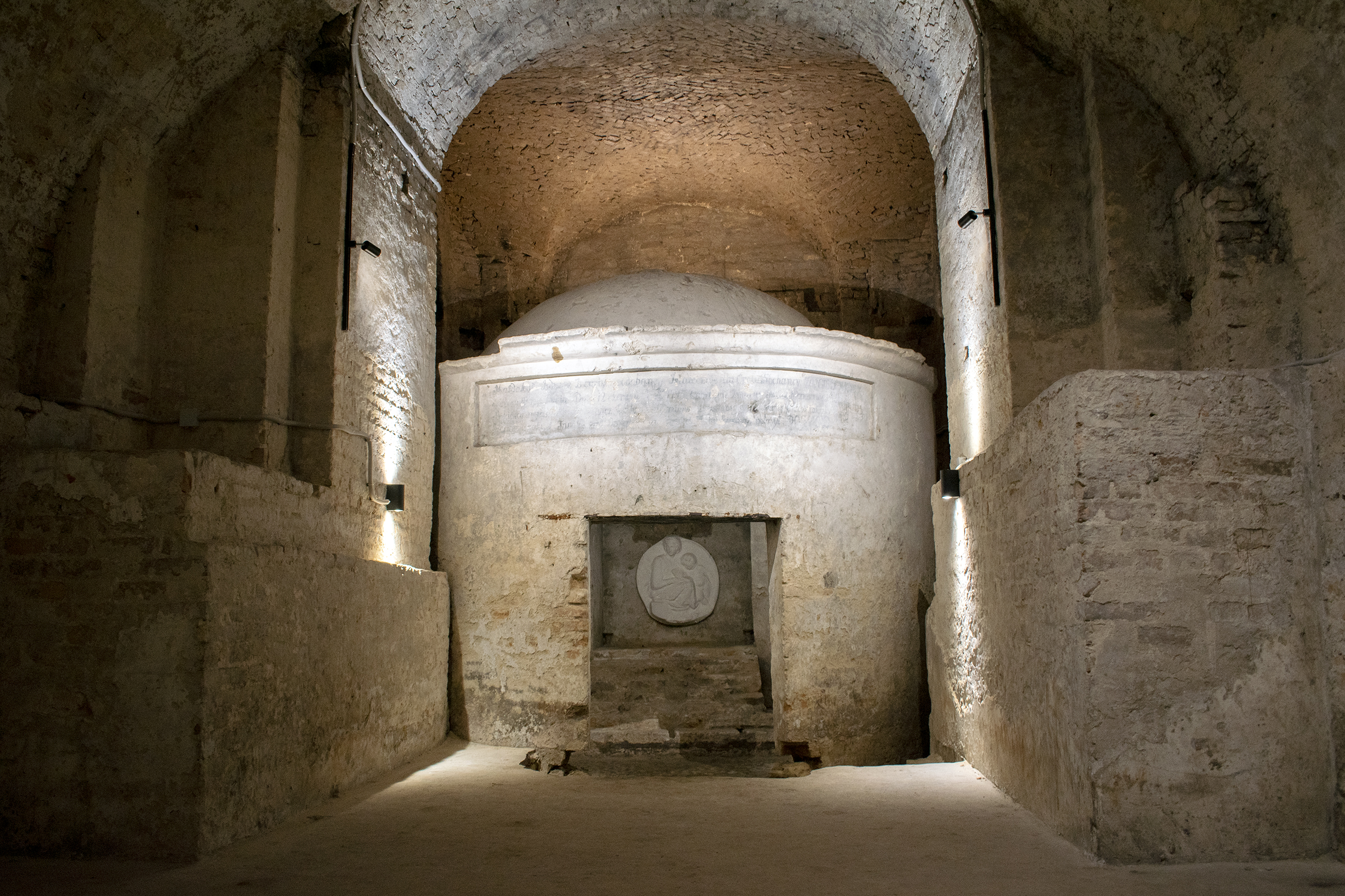
Крипта Магдалени

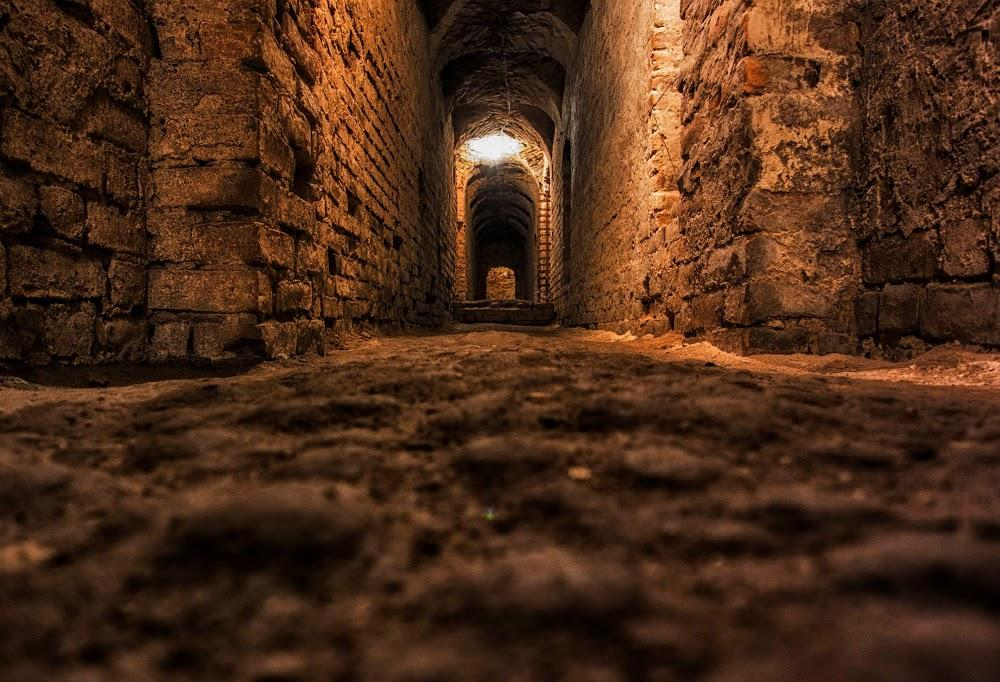
Коридор під костелом

Костел святих апостолів Петра і Павла, зведений у 1616—1646 роках за проєктом італійського архітектора Джакомо Бріано, втратив релігійні функції в 1946 році, коли атеїстична радянська влада відібрала у мирян храм, облаштувавши там овочеві склади. Костел повернули католицькій громаді 1991 року.
У підземеллях, що мають два розвіданих яруси, містяться притвор, зимовий костел, трапезна, крипти з похованнями трьох століть. Найпізніші — німецько-радянської війни. Особливо виділяється гробниця кінця XVIII ст., 4,76 м в діаметрі, де в 1795 чи 1796 була похована молода шляхтянка Магдалена Петрівна Тализіна. В ХХ столітті каплиця була розграбована, зникло навіть тіло померлої. Крім того в підземеллі розташовувалися колодязь (який був і запасним виходом) і тюрма.
Першим за порядкування підземель взявся краєзнавець Олег Виноградов, який у 1987 році організував клуб «Ентузіаст». Саме він керував розчисткою засипаних сміттям підземних залів, галерей і кімнат із 1989 року до самої своєї смерті 2018 року. Підземелля часто затоплювало через недосконалі мережі водопостачання і водовідведення, прокладені повз костел. Велику допомогу в реставрації надав історичний факультет Волинського державного університету імені Лесі Українки. Зрештою було проведено електричне освітлення, відкрито нові коридори-галереї, які дозволили збільшити площу для проведення екскурсій і подальших наукових досліджень, встановлено східці та поручні для зручного пересування підземеллям, облаштовано виставку керамічних матеріалів, знайдених під час досліджень, встановлено інформаційні таблиці, присвячені видатним діячам Луцької дієцезії та фрескам, оригінали яких знаходяться в сакристії костелу, оздоблено вівтар нижнього храму, встановлено великоформатні зображення репродукцій відомих художників, розміщено барельєф «Мадонна з немовлям» (репродукцію скульптури Мікеланджело) у гробниці Магдалени Тализіної.
З 2019 року в підземному храмі відновлено богослужіння. В 2020 році відкрито меморіальну дошку на пам'ять про Олега Виноградова. Планується сполучити підземелля під костелом з підземеллями під вежею Чорторийських і підземними галереями монастиря єзуїтів, щоб сформувати єдиний туристичний маршрут.

### Пивниці міських кам'яниць
У XIV столітті Луцьк став активно розвиватися і розбудовуватися. Економічний розвиток призвів до певних трансформацій в містобудуванні. Забудова міста навколо майдану Ринок ущільнювалася. Будинки споруджувалися один біля одного, без розривів.

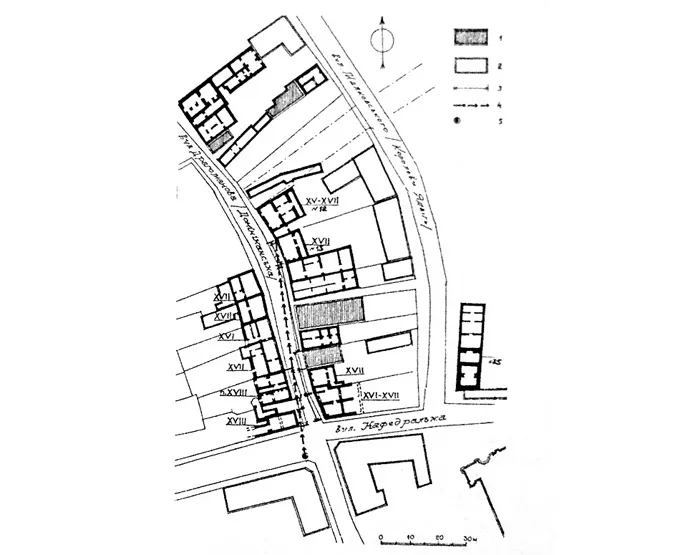
Карта ілюструє фундаменти (а отже і пивниці) кам'яниць XV—XVII століття

Багато з них були мурованими та мали підвали. Перший рівень підвалів (найвищий) називався пивницею. А нижчий, другий, холодником, де була стабільна низька температура. Там довгий час міг лежати лід. Тому взимку мешканці заносили туди лід і використовували цей рівень підземель як холодильник.
Один із таких підвалів знаходиться під аптекою-музеєм на вулиці Драгоманова.
Підземна конструкція цих підвалів повторювала наземні частини. Тобто вони були з'єднані в суцільну підземну забудову з відносно тонкими перегородками. В пізніші часи, коли ці підвали починали руйнуватися, утворювалися дірки між підвалами сусідніх будинків. Фактично, це все перетворювалося в довгі підземні галереї, по яких можна було пролізти. Про подібні підземні подорожі розповідають немало старожилів у Луцьку.
Найкраще всього це прослідковується на ринкових кам'яницях. Забудова давньої вулиці Ринкової, яка тепер чомусь називається Драгоманова, чи не найкраще відображає цю ідею. Вздовж неї у напрямку домініканського костелу стояв суцільний ряд будинків по обидві сторони вулиці.

### Підземелля під синагогою
Справжнім науковим клондайком, який може зробити переворот в археології та історії Луцька, є ділянка між синагогою та домініканським монастирем (і через річку). Загадки, які ще не розв'язані, але вже окреслені дослідниками, вказують на те, що дослідження цієї ділянки дасть змогу визначити розбудову південної частини Луцька в литовський період, систему фортифікацій, оборонні споруди, а також пролити світло на історію економічного та культурного розвитку міста.
Ще в 1936 році волинський консерватор Збіґнєв Ревський писав про підземелля під боковим відділенням, які не зустрічаються в інших синагогах. Він писав про широкі підземні коридори, які оточують фундамент синагоги з двох сторін і які колись були з'єднані із фортифікаційними укріпленнями міста.
Радянський дослідник та архітектор Ростислав Метельницький оглянув синагогу трохи більше. За його припущенням, підземні коридори можуть бути першим поверхом арсеналу, який згадується в документах литовського часу. З іншого боку, є немало підстав вважати, що синагога збудована на рештках якоїсь попередньої споруди — можливо, іншої синагоги.
Доступу до цих підземель зараз немає. Коли робили реконструкцію «божниці» в сімдесятих, ті підземелля було видно. За словами Метельницького, склепіння підземних коридорів були досить масивні і міцні, бо витримували вагу бульдозера, який працював під час реконструкції. Тоді ж через отвір у склепіння підземні коридори засипали будівельним сміттям та піском, але фізично їх не знищили. Потім на них наклали бетонні плити і застелили асфальт. Ці коридори розташовуються під майданчиком біля стіни, на якій зараз висить меморіальна дошка на приміщенні колишнього молитовного залу.

### Церква Івана Богослова
Розкопані залишки церкви Івана Богослова, накриті металевим дахом, є частиною підземель Луцького замку. Колись церква була на поверхні, але внаслідок історичного підвищення ґрунту підніжжя храму опинилося під землею. Церква згоріла в XVIII столітті та після цього не відновлювалася.

### Крипта Луцького братства

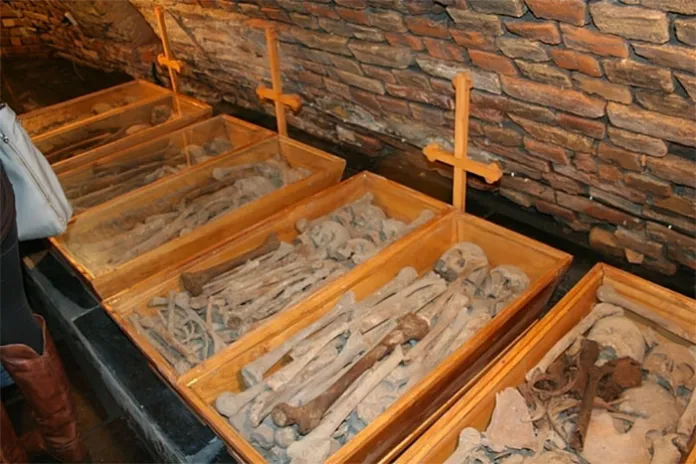
У крипті під церквою Луцького братства

Останніми роками крипту церкви колишнього Луцького братства розчистили і відкрили для відвідування. До кінця XVII століття тут ховали членів братства. Але потім комплекс переходив із рук в руки і в ХІХ столітті занепав. Тоді величезну церкву розібрали і залишили тільки маленьку частину. Занепала і крипта. Її пограбували і зруйнували поховання. Зараз кістки очищені від бруду і складені в ящики.

### Підземелля кірхи
Перед початком будівництва кірхи у 1906 році на цьому місці стояв католицький костел з монастирем ордену кармелітів. Там також розташовані підземелля, пристосовані під трапезну.

### Нерозвідані підземелля
За твердженнями дослідників, на майдані перед замком (біля ресторану «Корона Вітовта») у XV—XVI столітті існувало дві церкви — святої Катерини та святого Петра. Вони розташовувалися в тому місці, де стався провал землі у шістдесятих. Можливо, провалилася крипта однієї із церков.
Ділянки на вулиці Драгоманова, 12-17 містять під невеликим шаром землі частково знищені підземелля. На початку 2000-х років їх було видно. Тоді ж їх поруйнували і засипали сміттям. Практично на цій же ділянці під час розкопок 1992—1993 років виявили залишки церкви Івана Хрестителя, що згоріла в XVI столітті, дзвіницю та 19 поховань церковного цвинтаря.
На Кафедральній 13 виявлено підвали ХІХ століття, а під ними підземелля XVI століття. В листопаді 2012 року тут знайшли скарб: мідний гаманець зі срібними монетами кінця ХІХ століття та дві золоті каблучки, а також цікаві зразки цегли.
Майже недосліджену групу підземел складають підвали садиб заможних людей на території Окольного замку. Територія Окольника була щільно зайнята шляхетськими дворами, яких усередині XVI століття було понад 50. Старих будинків Окольного замку практично не збереглося, але підземна частина могла вціліти.

## У фольклорі та авторських легендах

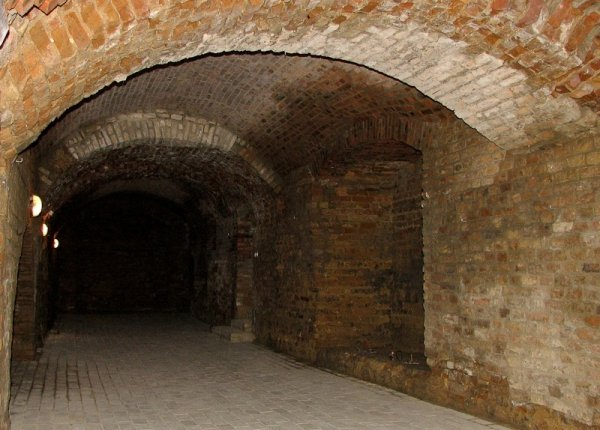
Підземелля замку Луцька

Екскурсії замками зазвичай супроводжуються вигаданими історіями про привидів або підземні ходи, які начебто тягнуться на десятки, а то й сотні кілометрів. Ці легенди, створені задля приваблення туристів, жили десятиліттями. Через це легко втрачалася первинна нитка давніх свідчень про те, які ж були реальні підземні ходи в кожному конкретному населеному пункті. Те саме стосується Луцька. Відомі історії про те, що ходи з замку Любарта ведуть на Дубно, Забороль чи в Остріг.
Насправді практично ніхто не може дати точну відповідь на це питання, позаяк воно вимагає ретельних і масштабних досліджень. Досі їх ніхто не проводив. Та й чим далі, тим важче такі дослідження проводити: територія, яку можна було б археологічно дослідити, тепер хаотично забудовується.
Про замкові підземелля є багато свідчень старожилів, які лазили замком в п'ятдесяті-шістдесяті роки минулого століття. Розповідають, що бачили ходи, які йшли під Стир або тяглися далеко і обривалися завалом.
Якщо відкинути культурологічний аспект, то підземелля в середньовічних замках будували з трьох раціональних причин: зберігати продукти, ув'язнювати злочинців і ховатися від ворога. Тому ходи, які вели від замків десь подалі, — реальність.

### Потайник від татар
Як пише дослідник Петро Троневич, який був учасником археологічних розкопок на території нинішнього заповідника у радянський період, є кілька підземних виходів із замку Любарта. Один із них виходив десь на поле, інший — до річки Стир. Їх використовували, щоб швидко покинути замок у разі небезпеки або таємно від ворога проникнути в нього.
У документах їх називають «потайниками» для схову від татар. Частина із них доступна зараз і розташована на території замку.

### Два ченці у каналізації
Про каналізаційні ходи луцьких монастирів всередині ХІХ століття ходив анекдот. Розповідали про двох ченців, які користувалися ходами вночі, щоб потрапити в жіночий монастир. Одного разу сталося так, що вони обоє опинилися в одному ході і не змогли розминутися: один тільки ішов в монастир, інший вже повертався. Ченці застрягли в шахті й просиділи там до ранку, коли в жіночому монастирі зливали чергову порцію фекалій.